# Antonio Marcello Barberini
Antonio Marcello Barberini (ur. 18 listopada 1569, zm. 11 września 1646) – włoski kardynał. Brat Urbana VIII. Pochodził z Florencji.

## Życiorys
W 1592 wstąpił do zakonu kapucynów. Kreowany kardynałem prezbiterem S. Onofrio 1624 przez swojego brata Urbana VIII. 1625-28 biskup Senigallia, rezydował nadal w Rzymie i nigdy nie odwiedził swej diecezji. 1626 przewodniczył kapitule generalnej swego zakonu. Sekretarz Inkwizycji Rzymskiej 1629-33, był jednym z sędziów Galileusza. Od 1633 bibliotekarz św. Kościoła Rzymskiego i wielki penitencjariusz. 1636-40 działał jako wikariusz Rzymu w zastępstwie za kardynała Marzio Ginetti, który w Kolonii próbował negocjować pokój w wojnie 30-letniej. W przeciwieństwie do innych nepotów Urbana VIII prowadził skromne życie zakonnika, nie nadużywając swej władzy. Zmarł w Rzymie w wieku 77 lat.